# Mersch (Jülich)
Mersch ist ein Stadtteil von Jülich im Kreis Düren, Nordrhein-Westfalen.

## Lage
Im Westen liegt Broich, im Norden Sevenich (Gemeinde Titz), im Osten Serrest und im Südosten Pattern, das mit der Bebauung in Mersch übergeht.

## Geschichte
Der Ortsname Mersch entspringt dem Wort „Maar“ (mit Wasser gefüllte, kreisförmige Vertiefung). Die Umgebung von Mersch war ein Hochmoor, durch das die einzige direkte Straße nach Düsseldorf führte. Noch im späten Mittelalter war Mersch dafür bekannt, dass Reisende bei der Durchquerung dieses Sumpfgebietes von Wegelagerern überfallen und ausgeplündert wurden.
Bis zum Ende des Heiligen römischen Reiches deutscher Nation zählte Mersch zum Amt Jülich, in französischer Zeit kurzfristig Kanton und Mairie. Als Teil der preußischen Rheinprovinz kam Mersch zu Jülich und wurde 1867 Bürgermeisterei.
Die Merscher Hauptstraße ist die Alte Reichsstraße. Diese entspricht der alten Bundesstraße 1, die in großen Teilen dem Verlauf einer uralten Handelsroute, von der belgischen Nordseeküste bis in die russische Stadt Nowgorod führte.
Am 1. Januar 1972 wurde Mersch durch das Aachen-Gesetz zum Stadtteil von Jülich.

## Politik

### Wappen
Das Wappen von Mersch ist horizontal zweigeteilt: Der obere Teil des Schildes hat einen goldenen Hintergrund, der untere einen schwarzen Hintergrund. Im oberen Teil ist ein schwarzer Löwen zu sehen. Im unteren Teil eine silberne Meerjungfrau, die in der Hand einen goldenen Spiegel hält.

## Merscher Höhe
Die Merscher Höhe war der Ausgangspunkt bei den Eroberungen der Zitadelle von Jülich in den Jahren 1610 sowie 1621/22 während des Dreißigjährigen Krieges durch die Niederländer.
Auf der Merscher Höhe befand sich die ehemaligen Sendeanlage für die Deutsche Welle, das Kurzwellenzentrum Jülich. Nachdem der Sendebetrieb zwischenzeitlich eingestellt worden war, gab es kurzzeitig die Idee, dort ein Freizeitgelände mit Campingplatz und Hotels entstehen zu lassen. Diese Idee wurde jedoch wieder verworfen. Mit dem Abriss der Antennen wurde im Herbst 2010 begonnen. Zunächst sollten zwei Maste als Denkmal stehenbleiben. Aber im November 2010 wurden schließlich auch diese beiden Masten demontiert.
Im Frühjahr 2014 wurde der Vorschlag gemacht, auf dem Gelände der ehemaligen Sendeanlage in einem Gemeinschaftsprojekt der Kommunen Jülich, Linnich und Titz einen Technologie-Park einzurichten.
Ende 2015 wurde auf dem Gelände der ehemaligen Sendeanlage eine Erstaufnahmestelle für 1000 Flüchtlinge eingerichtet, die aber wegen der sinkenden Flüchtlingszahlen wieder abgebaut wurde.
Auf der östlichen Seite der Landesstraße 241 – der Verbindungsstraße nach Jülich – wurde 2009 das neue Campus-Gelände der Fachhochschule Aachen errichtet. Bereits 1998 wurde das Wohnheim „Solar-Campus Jülich“ auf diesem Gelände erbaut.

## Bildung
Im Ort gibt es die Kindertagesstätte „Spatzennest“.

## Verkehr
Am nördlichen Ortsrand verläuft die Bundesautobahn 44. Diese entspricht in etwa dem Verlauf der alten Bundesstraße 1 zwischen Aachen und Dortmund. Mersch hat eine eigene Autobahnabfahrt (Jülich-Ost). Westlich führt die Bundesstraße 55 am Ort vorbei. Diese „Kreuzung“ der A44 und der B55 macht Mersch zu einem bedeutenden Verkehrsknotenpunkt in der Jülicher Börde.
Eine weitere andere Hauptstraße in Mersch war die Müntzer Straße, die direkt zu der Ortschaft Müntz führte. Durch die Errichtung der A44 im Jahre 1975 wurde diese direkte Verbindung durchtrennt und die Müntzer Straße wurde zur Sackgasse.
Den ÖPNV stellt Rurtalbus durch die AVV-Buslinien 270 und SB 70 sowie ein Anrufsammeltaxi sicher. Bis zum 31. Dezember 2019 wurde der Busverkehr vom BVR Busverkehr Rheinland betrieben. An Schultagen verkehren zudem die Linie 271 und 274.
| Linie | Verlauf |
| ----- | --- |
| 270   | (Jülich Schulzentrum –) Walramplatz – (Neues Rathaus →) Jülich Bf/ZOB – Krankenhaus – Lich-Steinstraß – Solar Campus – Pattern – Mersch – Sevenich – Spiel – Hasselsweiler – Titz |
| 271   | (Verstärkerfahrten) Titz – Jülich |
| 274   | (Verstärkerfahrten) Barmen Haus Overbach – Aldenhoven / Jülich / Linnich / Titz |
| SB70  | Schnellbus: Jülich Walramplatz – (Neues Rathaus →) Jülich Bf/ZOB – Krankenhaus – Solar Campus – Brainergy Park – Mersch – Titz |
| AST   | AnrufSammelTaxi: Mo–Fr abends, Sa nachmittags/abends, So Jülich Bf/ZOB – Jülich Innenstadt – Lich-Steinstraß / Stetternich – Pattern / Welldorf – Mersch / Serrest / Güsten – Hompesch / Sevenich / Höllen – Müntz / Spiel / Rödingen / Bettenhoven – Ameln / Hasselsweiler / Ralshoven – Gevelsdorf / Kalrath – Titz – Mündt / Opherten – Jackerath |

## Sendestelle Jülich
1956 errichtete die Bundespost für die Deutsche Welle eine Sendeanlage zwischen Jülich und Mersch auf der Merscher Höhe. Die 100 kW-Sender wurden zwischen 1985 und 1993 durch zehn neue PDM-Sender von Telefunken (S4001) ersetzt. Durch Neuorientierung der Deutschen Welle wurden 1996 insgesamt 90 Prozent der Sendezeit frei. In der Folgezeit sendeten über 100 Anbieter von dieser Anlage aus ihre Radioprogramme in alle Welt. Da die Nachfrage jedoch stark abnahm, wurde der Sendebetrieb eingestellt und die Anlage im Herbst 2010 komplett demontiert.

## Sonstiges

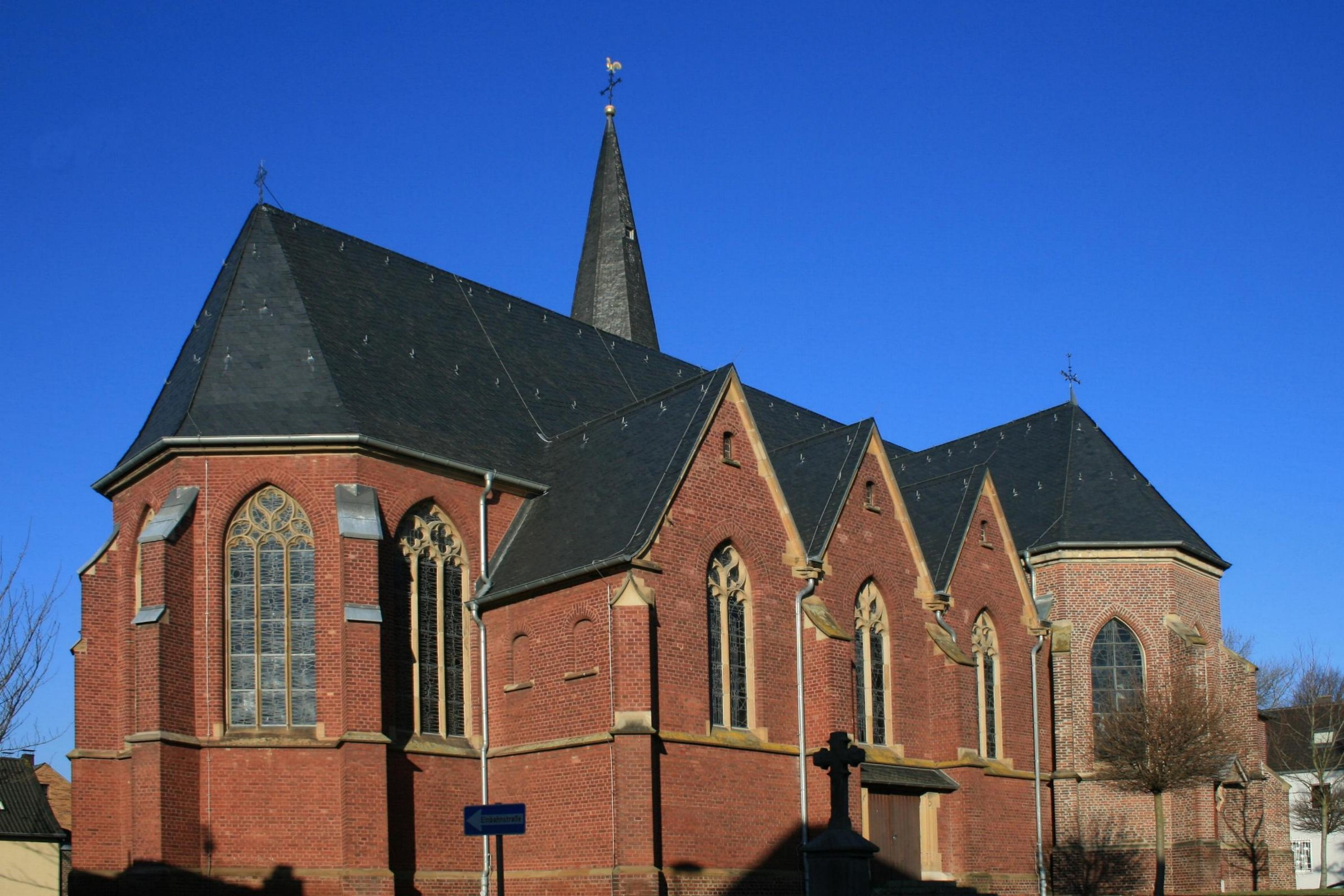
Die Kirche St. Agatha

- Die katholische Pfarrgemeinde heißt St. Agatha. Die Kirche wurde im 15. Jahrhundert gebaut, 1913 erweitert und verändert und nach Kriegszerstörung 1946/47 nach Originalplänen wieder aufgebaut.
- Die Löschgruppe Mersch der Freiwilligen Feuerwehr Jülich befindet sich am südlichen Ortsrand.
- Die „St. Sebastianus Schützenbruderschaft Mersch – Pattern“ wurde vor 1487 gegründet. Im Jahr 2008/09 wurde von den Mitgliedern eine neue Kapelle auf dem Maarplatz gebaut. Die Bauweise und das Aussehen dieser Kapelle orientiert sich an einer ebensolchen, dem Heiligen Sebastian gewidmeten Kapelle, die in dem kleinen Ort Oberndorf an der Donau steht. Die offizielle Weihe dieser Kapelle wird jedoch durch die katholische Kirche verweigert.
- Es gibt die Karnevalsgesellschaft „Bretzelbäckere“ Mersch-Pattern e. V.
- In Mersch gibt es seit 1924 den „Merscher Sportverein 1924 e. V.“
- Weiterhin seit 1977 den Tischtennisclub Mersch-Pattern mit eigener Sporthalle in Pattern. Dort sind auch die Räumlichkeiten des Kraftsport-Club Pattern-Mersch e. V.
- 2017 fuhr die Tour de France durch Mersch.